# To Every You I've Loved Before et To Me, the One Who Loved You
 (octobre 2023).
La mise en forme du texte ne suit pas les recommandations de Wikipédia : il faut le « wikifier ».
Les points d'amélioration suivants sont les cas les plus fréquents. Le détail des points à revoir est peut-être précisé sur la page de discussion.
- Les titres sont pré-formatés par le logiciel. Ils ne sont ni en capitales, ni en gras.
- Le texte ne doit pas être écrit en capitales (les noms de famille non plus), ni en gras, ni en italique, ni en « petit »…
- Le gras n'est utilisé que pour surligner le titre de l'article dans l'introduction, une seule fois.
- L'italique est rarement utilisé : mots en langue étrangère, titres d'œuvres, noms de bateaux, etc.
- Les citations ne sont pas en italique mais en corps de texte normal. Elles sont entourées par des guillemets français : « et ».
- Les listes à puces sont à éviter, des paragraphes rédigés étant largement préférés. Les tableaux sont à réserver à la présentation de données structurées (résultats, etc.).
- Les appels de note de bas de page (petits chiffres en exposant, introduits par l'outil «  Source ») sont à placer entre la fin de phrase et le point final[comme ça].
- Les liens internes (vers d'autres articles de Wikipédia) sont à choisir avec parcimonie. Créez des liens vers des articles approfondissant le sujet. Les termes génériques sans rapport avec le sujet sont à éviter, ainsi que les répétitions de liens vers un même terme.
- Les liens externes sont à placer uniquement dans une section « Liens externes », à la fin de l'article. Ces liens sont à choisir avec parcimonie suivant les règles définies. Si un lien sert de source à l'article, son insertion dans le texte est à faire par les notes de bas de page.
- La présentation des références doit suivre les conventions bibliographiques. Il est recommandé d'utiliser les modèles {{Ouvrage}}, {{Chapitre}}, {{Article}}, {{Lien web}} et/ou {{Bibliographie}}. Le mode d'édition visuel peut mettre en forme automatiquement les références.
- Insérer une infobox (cadre d'informations à droite) n'est pas obligatoire pour parachever la mise en page.

Pour une aide détaillée, merci de consulter Aide:Wikification.
Si vous pensez que ces points ont été résolus, vous pouvez retirer ce bandeau et améliorer la mise en forme d'un autre article.
To Every You I've Loved Before et To Me, the One Who Loved You sont des romans d'amour de science-fiction japonais écrits et illustrés par Yomoji Otono, publiés simultanément au Japon le 23 juin 2016. Un roman dérivé qui se concentre sur une autre version de Shiori Satō dans un autre monde parallèle intitulé Boku ga Kimi no Namae wo Yobukara, [lower-alpha 3] est publié au Japon le 10 juin 2022. Deux films d'animations basés sur les romans ont aussi été publiés simultanément au Japon le 7 octobre 2022. Seven Seas Entertainment publia la version anglaise des romans en Amérique du Nord le 6 juin 2023.
Les romans, qui peuvent être lus dans les deux ordres, se déroulent dans des mondes parallèles créés à la suite de la décision de Koyomi de choisir entre sa mère Mayumi Takasaki et son père Shodai Hidaka après leur divorce. To Every You I've Loved Before suit Koyomi Takasaki rencontrant Kazune Takigawa, qui se présente comme sa petite amie dans le 85e monde parallèle. To Me, the One Who Loved You suit Koyomi Hidaka et Shiori Satō s'enfuyant dans un monde parallèle où ils ne seront pas des demi-frères et sœurs après que leurs parents soient sur le point de se marier.

## Personnages

### To Every You I've Loved Before
Koyomi Takasaki (高崎暦, Takasaki Koyomi)
Voix japonaise : Hio Miyazawa
Kazune Takigawa (瀧川和音, Takigawa Kazune)
Voix japonaise : Ai Hashimoto

### To Me, the One Who Loved You
Koyomi Hidaka (日高暦, Hidaka Koyomi)
Voix japonaise : Hio Miyazawa
Shiori Satō (佐藤栞, Satō Shiori)
Voix japonaise : Aju Makita

## Médias

### Romans
En mai 2016, Yomoji Otono a annoncé que ses deux nouveaux romans, To Every You I've Loved Before et To Me, the One Who Loved You, devaient sortir simultanément sous la marque Hayakawa Bunko le 23 juin. To Every You I've Loved Before s'intitulait auparavant Kimi no Inai Kōsaten ; il a ensuite été changé en Aisuruhito no Iru Sekai  avant d'utiliser le titre actuel. To Me, the One Who Loved You s'intitulait auparavant Kimi no Iru Kōsaten ; il a ensuite été changé en Aisuruhito no Inai Sekai  avant d'utiliser le titre actuel. En juillet 2022, Seven Seas Entertainment a autorisé la publication des deux romans en anglais en Amérique du Nord.

#### Liste des romans
(octobre 2023).
| Roman | Date de sortie originale | ISBN d'origine    | Date de sortie en anglais | ISBN anglais      |
| --- | ------------------------ | ----------------- | ------------------------- | ----------------- |
| À tous ceux que j'ai aimés auparavant | 23 juin 2016             | 978-4-15-031233-6 | 6 juin 2023               | 978-1-68579-727-0 |
| - Prologue... or Epilogue (序章、 あるいは終章) - 1. Childhood (幼年期) - Interlude (幕間) - 2. "Adolescence" (少年期) - Interlude (幕間) - 3. "Adulthood" (青年期) - "Interlude" (幕間) - 4. "Middle Age" (壮年期) - "Interlude" (幕間) - Epilogue... or Prologue (終章、 あるいは序章)                                                                                |                          |                   |                           |                   |
| To Me, the One Who Loved You | 23 juin 2016             | 978-4-15-031234-3 | 6 juin 2023               | 978-1-68579-728-7 |
| - "Prologue... or Epilogue" (序章、 あるいは終章) - 1. "Childhood" (幼年期) - "Interlude" (幕間) - 2. "Adolescence, Part 1" (少年期、一) - "Interlude" (幕間) - 3. "Adolescence, Part 2" (少年期、二) - "Interlude" (幕間) - 4. "Adulthood and Middle Age" (青年期、壮年期) - "Interlude" (幕間) - "Epilogue... or Prologue" (終章、 あるいは序章) - "Interlude" (幕間) |                          |                   |                           |                   |

Un roman dérivé d'Otono[pas clair], intitulé Boku ga Kimi no Namae wo Yobu Kara , est sorti au Japon le 10 août 2022. Il fait suite à une autre version de Shiori Satō dans un autre monde parallèle dans lequel il commence à échanger des journaux avec elle-même à la suite de son expérience de Parallel Shift.

### Films d'animation
Les adaptations cinématographiques d' animation de To Every You I've Loved Before et To Me, the One Who Loved You ont été annoncées le 16 septembre 2021. Le film To Every You I've Loved Before est produit par Bakken Record et réalisé par Jun Matsumoto, tandis que le film To Me, the One Who Loved You est produit par TMS Entertainment et réalisé par Ken'ichi Kasai . Riko Sakaguchi écrit le scénario des deux films, Shimano est crédité pour les concepts de conception des personnages des deux films, et Takashi Ohmama compose la musique des deux films. La chanson thème de To Every You I've Loved Before est Kumo wo Kō, interprétée par Keina Suda, tandis que la chanson thème de To Me, the One Who Loved You est Shion, interprétée par Saucy Dog. Les deux films ont été créés le 7 octobre 2022. Crunchyroll a autorisé la diffusion des deux films en dehors de l'Asie.

## Réception
Les romans sont imprimés à 240 000 exemplaires au total.